# Cornelia Aalten

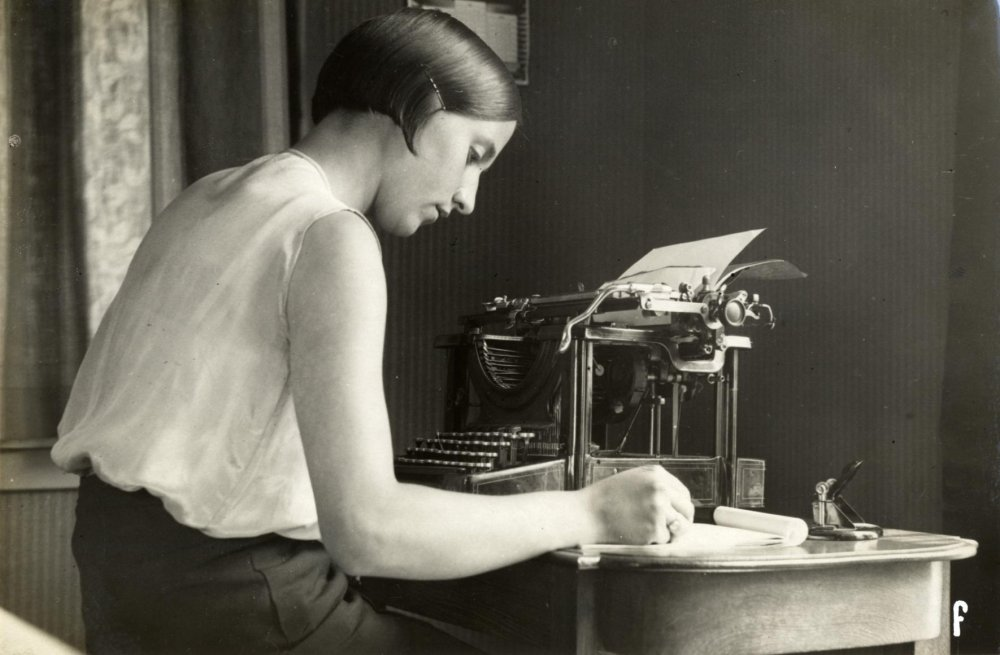
Cornelia Aalten als Stenotypistin bei der Silbermanufaktur Gerritsen & Van Kempen in Zeist, Niederlande – 1932

Cornelia „Cor“ Aalten (verheiratete Strannood; * 14. September 1913 in Breukelen; † 21. Januar 1991 in Zeist) war eine niederländische Sprinterin und Fünfkämpferin.
Bei den Olympischen Spielen 1932 in Los Angeles wurde sie Vierte in der 4-mal-100-Meter-Staffel und erreichte über 100 m das Halbfinale.
1934 wurde sie Niederländische Meisterin im Fünfkampf. Ihre persönliche Bestzeit über 100 m von 12,1 s stellte sie am 23. Juli 1933 in Deventer auf.